# Ewald van Vliet
E.H. (Ewald) van Vliet (1 september 1966) is een Nederlands politicus.
Voor hij de politiek in ging was Van Vliet leraar, schooldirecteur en onderwijsadviseur in de gemeente Den Haag. In 2002 werd hij wethouder in de Zuid-Hollandse gemeente Monster. Die gemeente ging in 2004 op in de gemeente Westland waar hij toen wethouder werd. Van Vliet behoorde toen tot de lokale partij Gemeentebelang Westland.
Na vijf jaar wethouderschap volgde in september 2007 zijn benoeming tot burgemeester van de nabijgelegen gemeente Lansingerland. Die gemeente was op 1 januari van dat jaar ontstaan bij de fusie van de gemeenten Berkel en Rodenrijs, Bergschenhoek en Bleiswijk. Vanaf die fusie tot de benoeming van Van Vliet was Bas Eenhoorn daar waarnemend burgemeester. Van Vliet is net als zijn voorganger lid van de VVD.
Van Vliet kreeg het aan het einde van zijn eerste termijn lastig als burgemeester van Lansingerland. De gemeente kwam in de financiële problemen, onder meer door de aankoop van bouwgrond (vond plaats voordat Van Vliet aantrad) voor huizenbouw. Door de financiële crisis en de instorting van de woningmarkt werden er amper huizen gebouwd en werd de grond een stuk minder waard.
Ewald van Vliet is per 1 januari 2014 voorzitter van het College van Bestuur van Lucas Onderwijs.